# Tengen (cég)
A Tengen Inc. amerikai videójáték-kiadó és -fejlesztő cég volt, melyet az Atari Games játéktermi játék-gyártó alapított számítógépes és konzolos játékok forgalmazásához. A vállalatnak Tengen Ltd. (株式会社テンゲン; Hepburn: Kabushiki-gaisha Tengen) néven egy japán leányvállalata is volt.

## Története
1984-ben az Atarit két különálló céggé bontották szét. Az Atari Corporation felelt a számítógépes és konzolos játékokért és hardverekért, illetve az birtokolta az Atari márkanév ezen területeken való felhasználásának jogát. Az Atari Gamest az Atari játéktermi divíziójaként alapították, az Atari márkanevet a játéktermi kiadásokon igen, azonban a konzolos és a számítógépes játékok esetében már nem használhatta. Amikor az Atari Games be akart lépni a konzoljáték-piacra olyan új alkiadót kellett alapítania, amely nem használja az Atari nevet. Az új leányvállalat a Tengen nevet kapta, ami a go táblajáték japán elnevezéstanában a tábla központját jelöli (az „Atari” is ugyaninnen kölcsönözte a nevét). A Tengen ezek után megállapodást kötött a Namcóval bizonyos Nintendo Entertainment System-játékai észak-amerikai forgalmazásáról, míg az 1990-ben Namco Hometek néven meg nem alapította az észak-amerikai ágazatát. A Tengen Sunsoft-játékokat is megjelentetett.
A Tengen sikertelenül próbált megegyezni a Nintendóval egy kevésbé korlátozó licencszerődésen. Ekkoriban a Nintendo az engedélyeseinek évente legfeljebb öt játék megjelentetését engedélyezte és azoknak legalább kettő évig NES-exkluzívnak kellett lennie. A Nintendo megtagadta a megengedőbb licencfeltételeket, így a Tengen 1987 decemberében elfogadta a Nintendo alapértelmezett licenckikötéseit. A vállalatot ugyanezen év december 21-én bejegyezték. A Tengen 1988-ban megjelentette az első és egyben egyedüli három olyan saját kiadású játékát, amely a Nintendo licence alatt jelent meg: R.B.I. Baseball, Pac-Man és Gauntlet. Eközben a Tengen titokban a Nintendo 10NES nevű tiltóchipjének megkerülésén dolgozott, mellyel azt korlátozták, hogy a konzolra a Nintendo jóváhagyása nélkül megjelenhessenek játékok. Ugyan számos cég felül bírta írni a chipet egy feszültségimpulzussal, azonban a Tengen mérnökei attól tartottak, hogy ez potenciálisan kárt okozhat a NES konzolban és nemkívánatos felelősségre vonáshoz vezethet. A másik probléma az volt, hogy a Nintendo gyakori módosításokat hajtott végre a NES-en, hogy megakadályozza ennek a technikának a működését. Ezen okokból kifolyólag a vállalat úgy döntött, hogy visszafejti a chipet és megfejti az annak kinyitásához szükséges kódot. A cég mérnökeinek ez nem sikerült és a vállalat első játékainak kitűzött megjelenési dátum rohamosan közeledett.
A Tengen az idő hiánya miatt végül az Egyesült Államok szerzői jogi hivatalához fordult. A cég ügyvédei a Nintendo tiltóprogramjának másolatának megszerzésért keresték meg az állami hivatalt, arra hivatkozva, hogy egy a Nintendo elleni lehetséges jogi ügyben szükségük lehet arra. Miután megkapták a programot arra használták azt, hogy egy saját chipet gyártsanak, mellyel megkerülik a tiltást. 1988 decemberében a Tengen bejelentette, hogy meg fogják jelentetni a saját gyártású játékkazettáikat. Amint a Tengen forgalomba hozta a játékai nem licencelt verzióit a Nintendo azonnal pert indított a cég ellen szerzői jogi visszaélés és szabadalomsértés vádjával. Ezzel a két cég között egy hosszadalmas persorozat indult, melyet csak 1994-ben zártak le.
A Tengen 1989-ben újabb bírósági ügy elé nézett, amikor a Nintendo szerzői jogi visszaélés miatt beperelte a céget a NES-re megjelent Tetris játéka miatt. A Tengen ezt az ügyet is elvesztette és kötelezték a többszázezer el nem adott játékkazetta visszahívására. A játékból a megjelenése és a visszahívása közötti négy hétben mindössze körülbelül 50 000 példányt adtak el.
A Tengen a Sega Genesis, a Master System, a Game Gear és a TurboGrafx-16 rendszerekre is készített játékokat, illetve a Sega CD-re egy lokalizált játékot is megjelentetett. A vállalat olyan házi számítógépekre is licencelt játékokat, mint az Amiga és az Atari ST, ezek legtöbbjét a brit Domark jelentette meg. A Tengen elsősorban a népszerű Atari-játéktermi játékok átiratairól volt ismert, ezek közé tartozik a Klax, a Hard Drivin’, a S.T.U.N. Runner és a  Paperboy, azonban számtalan más játékot is megjelentettek. 1994-ben miután a Nintendo elleni persorozatot lezárták és a Time Warner többségi részesedést szerzett az Atari Gamesből, a Tengen, az Atari Games és a Time Warner Interactive Group szervezeteket összevonták a Time Warner Interactive alatt.

## NES-játékok
A Tengen licencelt és nem licencelt verziókat is gyártott az első három Nintendo Entertainment System-játékaiból (R.B.I. Baseball, Gauntlet és Pac-Man). A nem licencelt játékaik kazettája nem szürke és négyzetalakú, mint a hivatalos kazetta, hanem lekerekített és matt fekete, így inkább az eredeti Atari-kazettákhoz hasonlít.
Licencelt és nem licencelt
- R.B.I. Baseball (1988 júniusában jelent meg;[13] a Namco Pro jakjú Family Stadium című játékának kissé átalakított verziója)
- Gauntlet (1988 júliusában jelent meg[14])
- Pac-Man (1988 októberében jelent meg;[15] a Namco 1984-ben kiadott Famicom-átiratán alapul)

Nem licencelt
- Tetris: The Soviet Mind Game (1989 májusában jelent meg[16])
- Super Sprint (1989 júliusában jelent meg;[17] Japánban az Altron adta ki licencelt játékként)
- Rolling Thunder (1989 októberében jelent meg;[18] Japánban a Namco adta ki licencelt játékként)
- Road Runner (1989 novemberében jelent meg[19])
- Vindicators (1989 novemberében jelent meg[19])
- After Burner (1989 novemberében jelent meg;[20] nincs köze a Sunsoft játékához, ami Japánban After Burner II címmel jelent meg)
- Alien Syndrome (1989 decemberében jelent meg;[20] Japánban a Sunsoft adta ki licencelt játékként)
- Shinobi (1989 decemberében jelent meg[20])
- Toobin' (1989 decemberében jelent meg[20])
- Fantasy Zone (nem azonos a Japánban a Sunsoft által kiadott játékkal)
- Indiana Jones and the Temple of Doom (1989-ben jelent meg;[21] a Mindscape licencelt kiadásban is megjelentette)
- Klax (Japánban a Hudson Soft adta ki licencelt játékként)
- Ms. Pac-Man (saját átirat, 1990-ben jelent meg, nem azonos a Namco 1993-ban kizárólag Észak-Amerikában kiadott átiratával)
- Pac-Mania (a Westwood Associates fejlesztette)
- R.B.I. Baseball 2
- R.B.I. Baseball 3
- Skull & Crossbones

## Fordítás
- Ez a szócikk részben vagy egészben  a   Tengen (company) című angol Wikipédia-szócikk ezen változatának fordításán alapul.  Az eredeti cikk szerkesztőit annak laptörténete sorolja fel. Ez a jelzés csupán a megfogalmazás eredetét és a szerzői jogokat jelzi, nem szolgál a cikkben szereplő információk forrásmegjelöléseként.